# 24 ur Le Mansa 1931
24 ur Le Mansa 1931 je bila deveta vzdržljivostna dirka 24 ur Le Mansa. Potekala je 13. in 14. junija 1931.

## Rezultati

### Uvrščeni
| Poz | Razred | Št | Moštvo                        | Dirkači                                | Šasija                        | Motor                              | Krogi |
| --- | ------ | -- | ----------------------------- | -------------------------------------- | ----------------------------- | ---------------------------------- | ----- |
| 1   | 3.0    | 16 | Lord Howe                     | Lord Howe Henry Birkin                 | Alfa Romeo 8C 2300 LM         | Alfa Romeo 2.3L Supercharged I8    | 184   |
| 2   | 8.0    | 1  | Boris Ivanowski               | Boris Ivanowski Henri Stoffel          | Mercedes-Benz SSK             | Mercedes-Benz 7.1L Supercharged I6 | 177   |
| 3   | 3.0    | 11 | Arthur W. Fox Charles Nicholl | Tim Rose-Richards Owen Saunders-Davies | Talbot AV105                  | Talbot 3.0L I6                     | 173   |
| 4   | 5.0    | 9  | Henri Trébort                 | Henri Trébort Louis Balart             | La Lorraine-Dietrich B3-6     | La Lorraine 3.4L I6                | 150   |
| 5   | 1.5    | 25 | Aston Martin                  | A.C. Bertelli Maurice Harvey           | Aston Martin 1½ International | Aston Martin 1.5L I4               | 139   |
| 6   | 1.1    | 29 | Yves Giraud-Cabantous         | Just-Emile Vernet Fernand Vallon       | Caban Spéciale                | Ruby 1.1L I4                       | 128   |

### Diskvalificirani
| Poz | Razred | Št | Moštvo                  | Dirkači                         | Šasija          | Motor                   | Krogi |
| --- | ------ | -- | ----------------------- | ------------------------------- | --------------- | ----------------------- | ----- |
| 7   | 750    | 31 | Francis Samuelson       | F.H.B. Samuelson Freddy Kindell | MG C Midget     | MG 0.7L Supercharged I4 | ?     |
| 8   | 1.1    | 27 | M. de Ricou             | Gustave Duverne Robert Girod    | B.N.C.          | B.N.C. 1.1L I4          | ?     |
| 9   | 1.5    | 22 | Mme. Marguerite Mareuse | Marguerite Mareuse Odette Siko  | Bugatti Type 40 | Bugatti 1.5L I4         | ?     |

### Odstopi
| Poz | Razred | Št | Moštvo                        | Dirkači                                | Šasija                        | Motor                        | Krogi |
| --- | ------ | -- | ----------------------------- | -------------------------------------- | ----------------------------- | ---------------------------- | ----- |
| 10  | 3.0    | 10 | Arthur W. Fox Charles Nicholl | Brian E. Lewis Johnny Hindmarsh        | Talbot AV105                  | Talbot 3.0L I6               | 132   |
| 11  | 1.5    | 26 | Aston Martin                  | Sammy Newsome Kenneth Peacock          | Aston Martin 1½ International | Aston Martin 1.5L I4         | 126   |
| 12  | 1.5    | 24 | Aston Martin                  | Humphrey W. Cook Jack Bezzant          | Aston Martin 1½ International | Aston Martin 1.5L I4         | 111   |
| 13  | 3.0    | 14 | Soc. Anon. Alfa Romeo         | Goffredo Zehender Attilio Marinoni     | Alfa Romeo 8C 2300            | Alfa Romeo 2.3L I8           | 99    |
| 14  | 1.5    | 23 | Jean Sébilleau                | Jean Sébilleau Georges Delaroche       | Bugatti Type 40               | Bugatti 1.5L I4              | 96    |
| 15  | 3.0    | 12 | Richard Ormonde Shuttleworth  | Peter Hope-Johnson Jack H. Barlett     | Arrol-Aster                   | Arrol-Aster 2.4L I6          | 95    |
| 16  | 1.1    | 28 | Yves Giraud-Cabantous         | Roger Labric Yves Giraud-Cabantous     | Caban Spéciale                | Caban 1.1L I4                | 89    |
| 17  | 1.1    | 30 | Lombard                       | Charles Cherrier Camille Royer         | Lombard                       | Lombard 1.1L I4              | 45    |
| 18  | 750    | 32 | Hon. Mrs. Chetwynd            | Mrs. Chetwynd Mrs. H.H. Stisted        | MG C Midget                   | MG 0.7L Supercharged I4      | 30    |
| 19  | 5.0    | 7  | Anthony Bevan                 | Anthony Bevan Mike Couper              | Bentley 4½                    | Bentley 4.4L I4              | 29    |
| 20  | 5.0    | 5  | Equipe Bugatti                | Albert Divo Guy Bouriat                | Bugatti Type 50S              | Bugatti 5.0L Supercharged I8 | 26    |
| 21  | 5.0    | 4  | Equipe Bugatti                | Achille Varzi Louis Chiron             | Bugatti Type 50S              | Bugatti 5.0L Supercharged I8 | 24    |
| 22  | 3.0    | 19 | Antoione Schumann             | Pierre Louis-Dreyfus Mariette Delangle | Bugatti Type 43               | Bugatti 2.3L I8              | 22    |
| 23  | 5.0    | 6  | Equipe Bugatti                | Caberto Conelli Maurice Rost           | Bugatti Type 50S              | Bugatti 4.9L Supercharged I8 | 20    |
| 24  | 8.0    | 3  | Éduoard Brisson               | Éduoard Brisson Joseph Cattaneo        | Stutz DV32                    | Stutz 5.3L Supercharged I8   | 19    |
| 25  | 8.0    | 2  | Brez imena                    | Henri De Costier Raymond Lussan        | Chrysler Imperial             | Chrysler 6.3L I8             | 18    |
| 26  | 5.0    | 8  | Brez imena                    | Raymond Sommer Jean Delemer            | Chrysler 80                   | Chrysler 4.6L I6             | 14    |

### Statistika
- Najhitrejši krog - #1 Boris Ivanowski - 7:03
- Razdalja - 3017.654km
- Povprečna hitrost - 125.735km/h

### Dobitniki nagrad
- 7th Biennial Cup - #16 Lord Howe
- Index of Performance - #16 Lord Howe